# 5994 Якубович
5994 Якубович (5994 Yakubovich) — астероїд головного поясу, відкритий 29 вересня 1981 року.
Тіссеранів параметр щодо Юпітера — 3,226.